# Hradubice
Hradubice je neoficiální společný název pro obě největší východočeská města Hradec Králové a Pardubice, které dělí vzdálenost pouhých 20 kilometrů, a pro budoucí konurbaci vzniklou jejich předpokládaným splynutím.
Název se přenesl i na rychlostní komunikaci I/37 spojující obě krajská města, která se běžně označuje jako Hradubická silnice.
Dále je název používán pro úsek Labské cyklotrasy mezi oběma městy zvaný Hradubická cyklostezka.
Od roku 2007 je mezi Hradcem Králové a Pardubicemi každoročně pořádán tzv. Hradubický běh. Část závodníků vybíhá ze startu v Hradci Králové a část v Pardubicích. Společný cíl se nachází v Čeperce, ve vzdálenosti 10 km z obou měst.